# 平鹿町浅舞
平鹿町浅舞（ひらかまちあさまい）は、秋田県横手市の大字。郵便番号は013-0105。人口は3,738人、世帯数は1,184世帯（2020年10月1日現在）。
同地域にはかつて平鹿郡浅舞町（あさまいまち）が存在した。

## 地理
横手市南西部、平鹿地域の中央部に位置する。東で平鹿町下吉田・平鹿町中吉田・平鹿町醍醐、西で雄物川町会塚・平鹿町樽見内、南で平鹿町下鍋倉・十文字町十五野新田、北で大雄と隣接する。
中心部を国道107号が東西に横断し、主要地方道である秋田県道48号横手東由利線が町の北端を掠む。横手市役所平鹿庁舎（平鹿地域局）を始めとする地域の中核となる施設が所在し、平鹿地域の中心拠点となっている。

## 歴史
1956年（昭和31年）9月20日に平鹿郡平鹿町に合併されて消滅した平鹿郡浅舞町の区域をそのまま継承している。

## 世帯数と人口
2020年（令和2年）10月1日現在の世帯数と人口は以下の通りである。
| 丁目       | 世帯数    | 人口    |
| ---------- | --------- | ------- |
| 平鹿町浅舞 | 1,184世帯 | 3,738人 |

### 人口の推移
以下は国勢調査による1995年（平成7年）以降の人口の推移。
| 年                 | 人口  |
| ------------------ | ----- |
| 1995年（平成7年）  | 4,935 |
| 2000年（平成12年） | 4,728 |
| 2005年（平成17年） | 4,492 |
| 2010年（平成22年） | 4,225 |
| 2015年（平成27年） | 3,981 |
| 2020年（令和2年）  | 3,738 |

## 交通

### 鉄道
町内に駅はない。最寄り駅は平鹿町醍醐にあるJR東日本・奥羽本線の醍醐駅。
1971年まで横荘線の東浅舞駅、浅舞駅、豊前駅が所在した。

### 道路
- 国道107号
- 秋田県道48号横手東由利線（主要地方道）
- 秋田県道117号野崎十文字線
- 秋田県道270号浅舞醍醐線
- 秋田県道271号植田平鹿線

## 施設

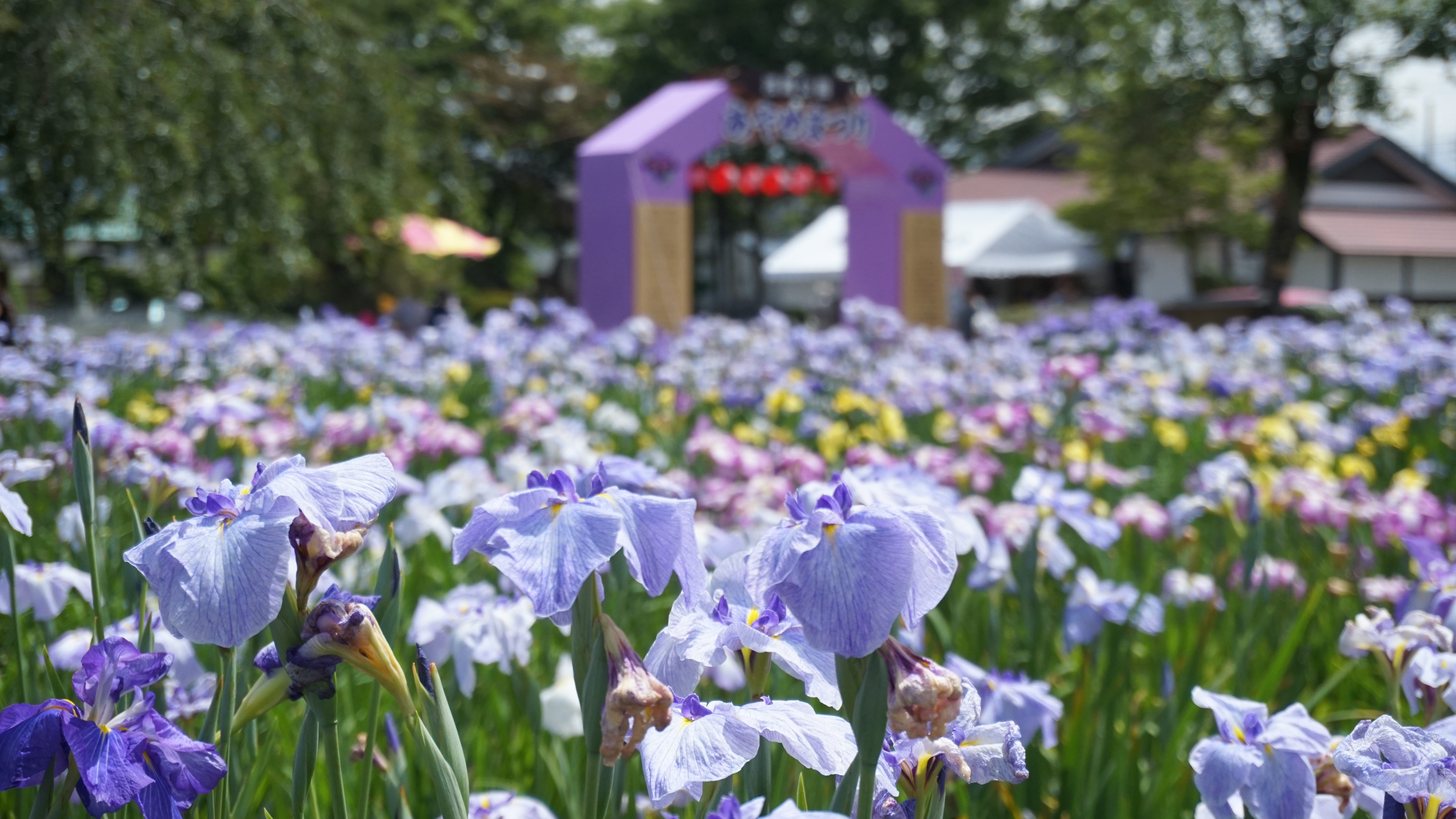
浅舞公園
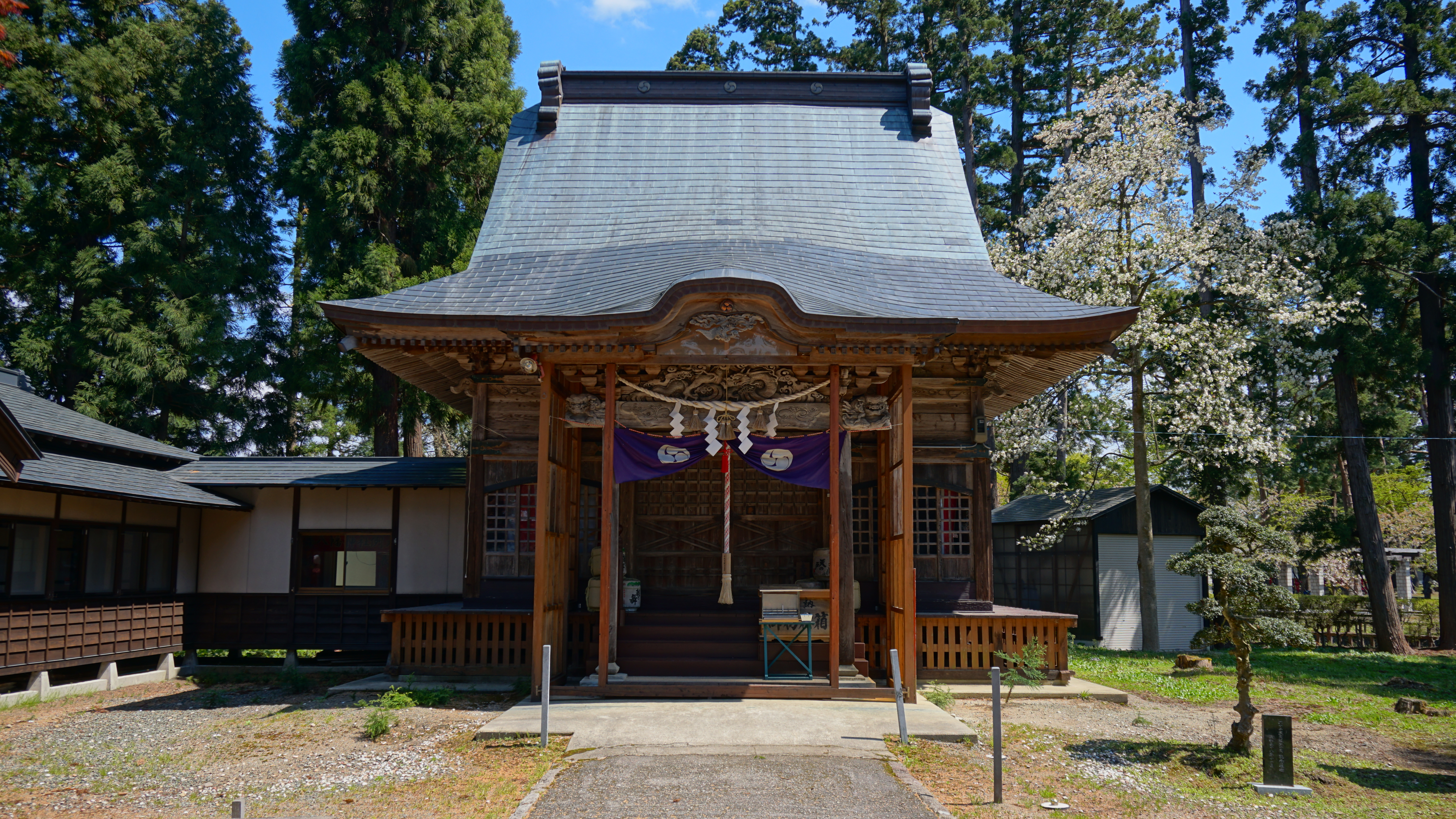
浅舞八幡神社

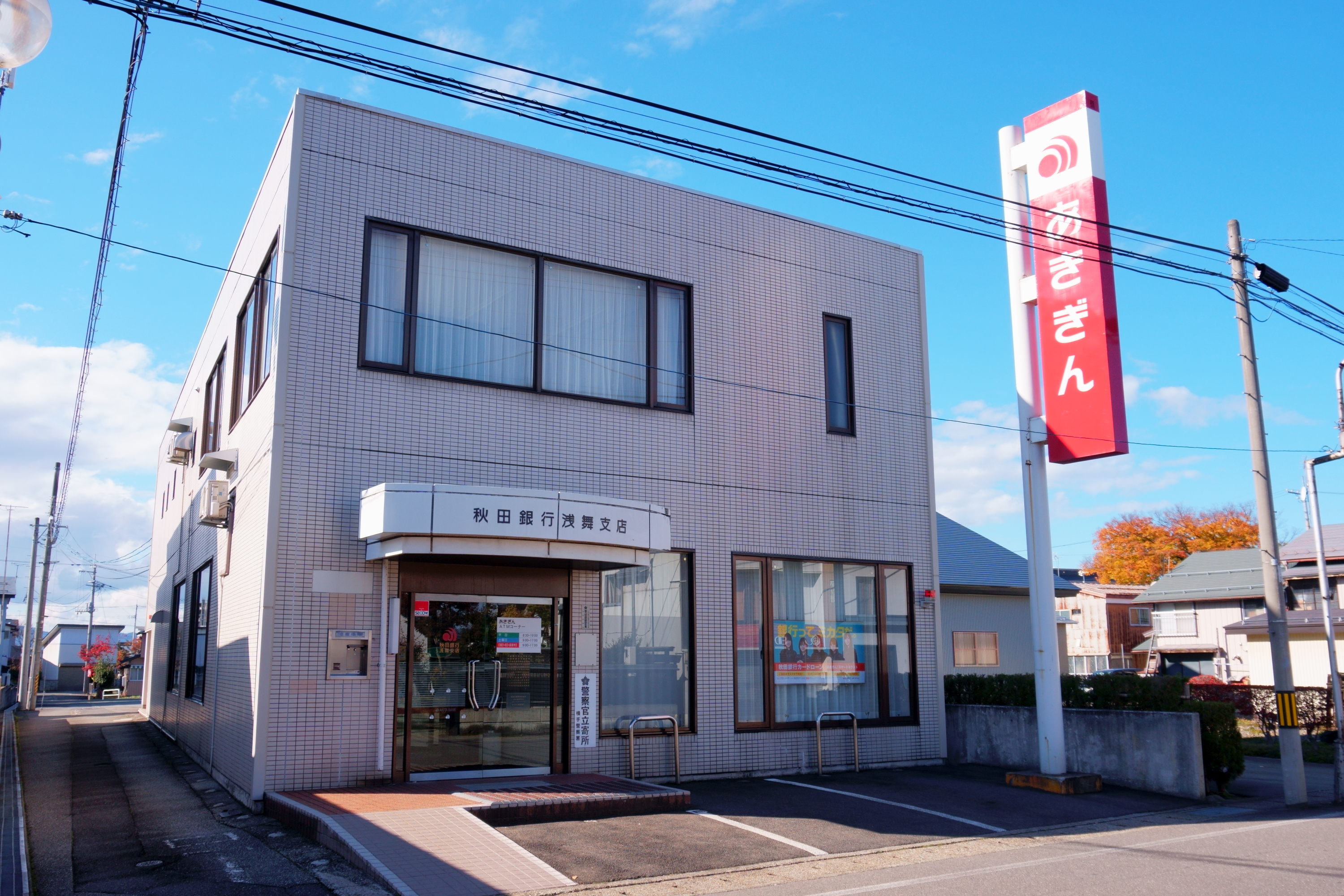
秋田銀行 浅舞支店
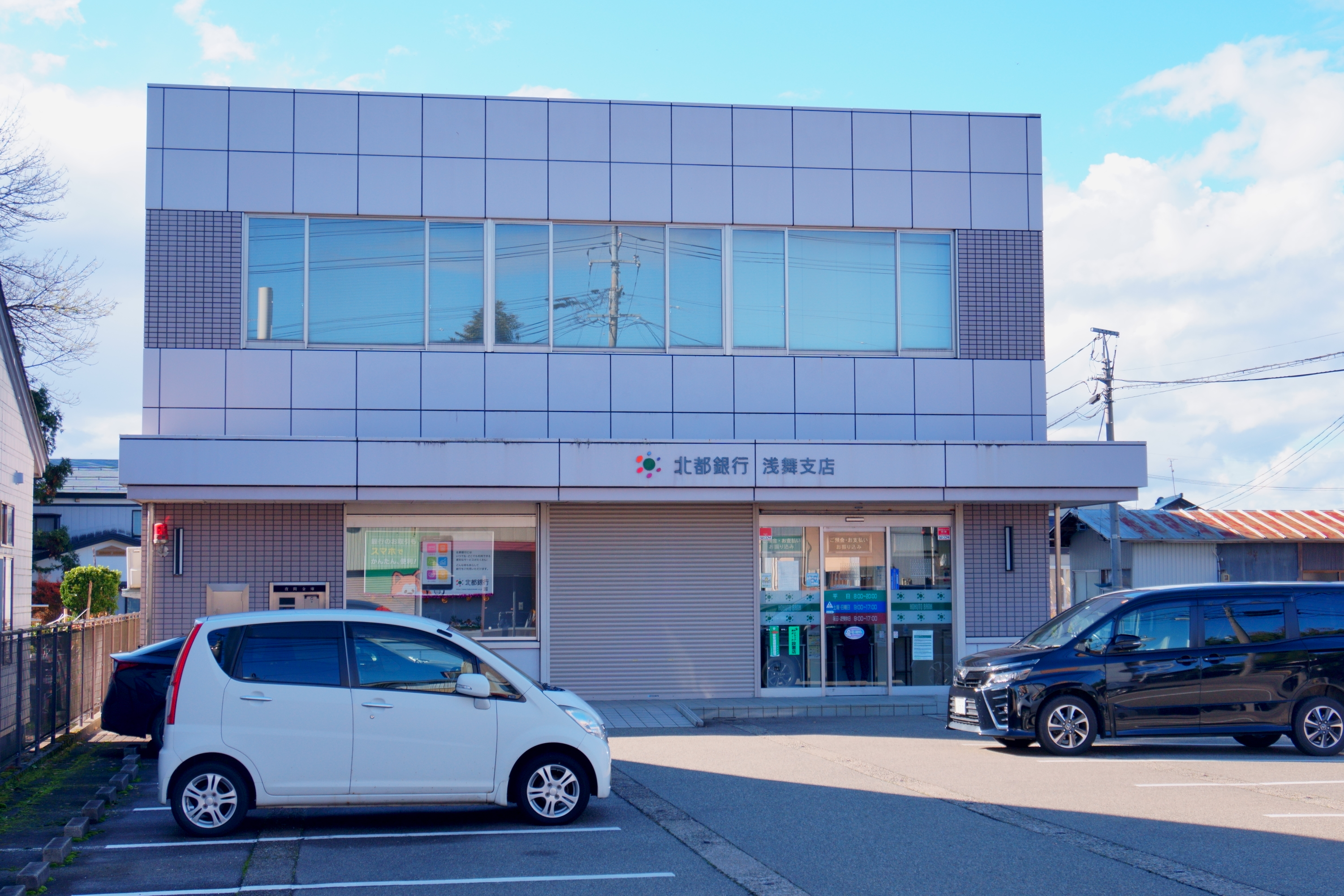
北都銀行 浅舞支店
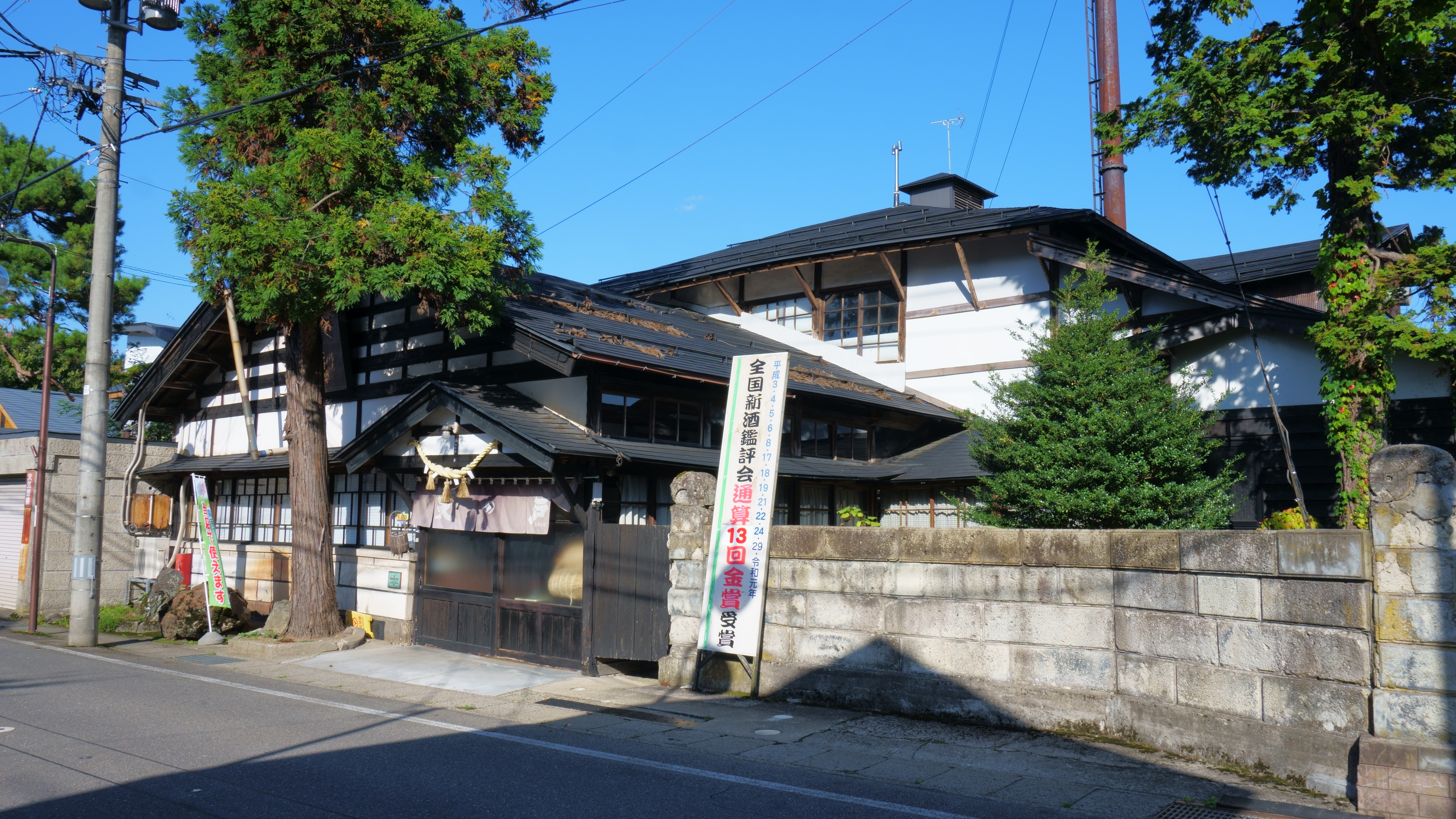
浅舞酒造
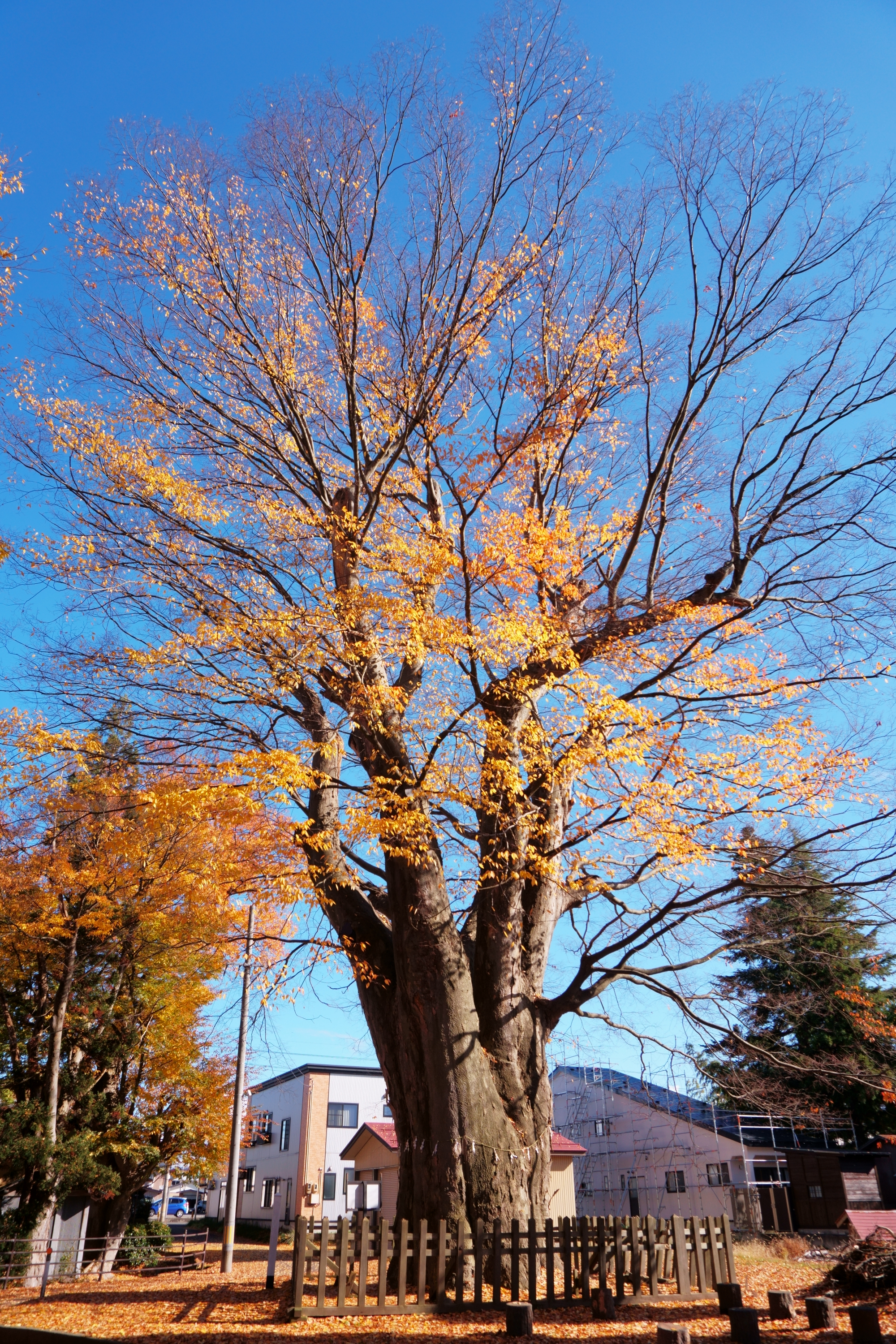
浅舞のケヤキ
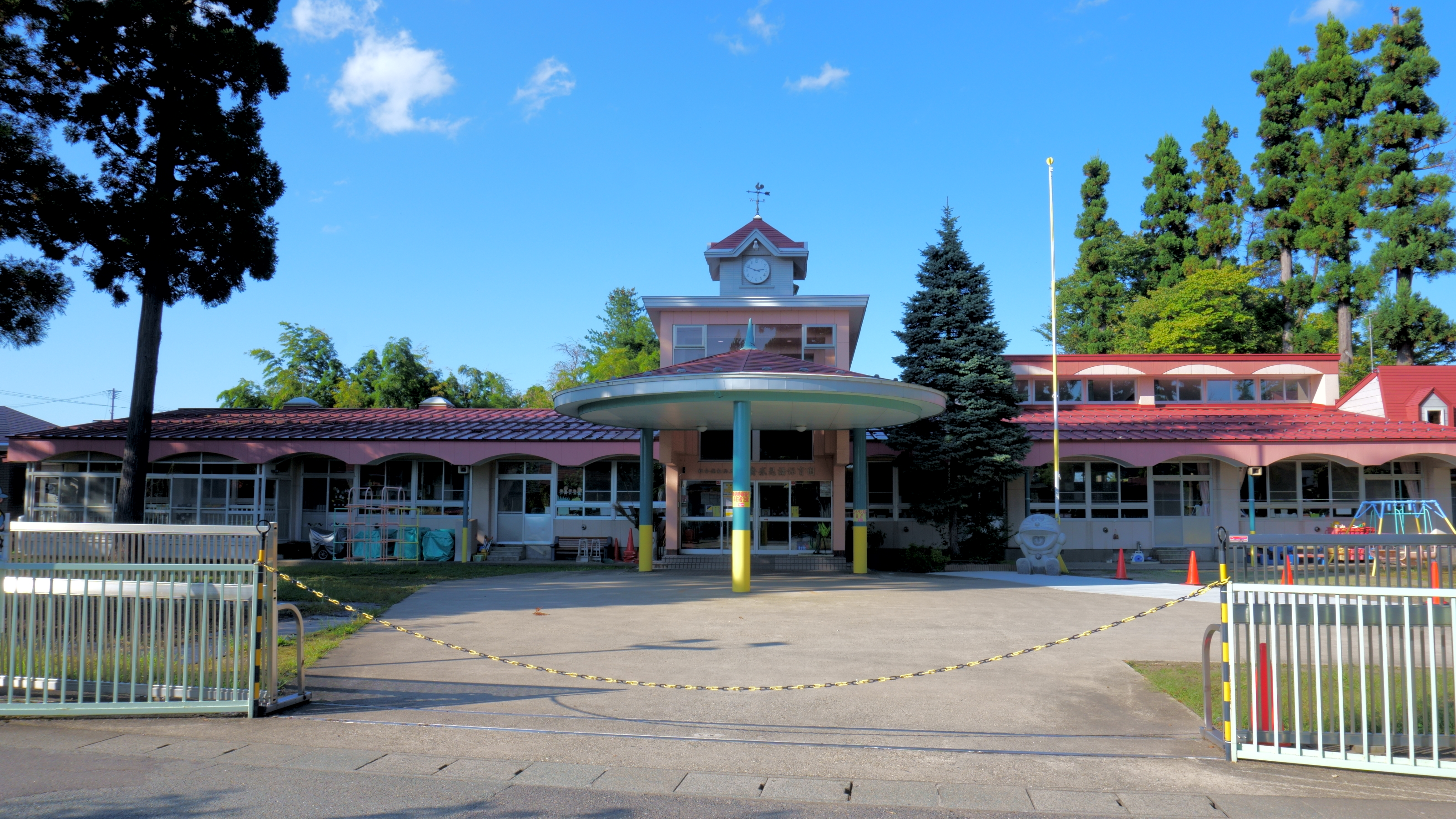
浅舞感恩講保育園
御役屋門
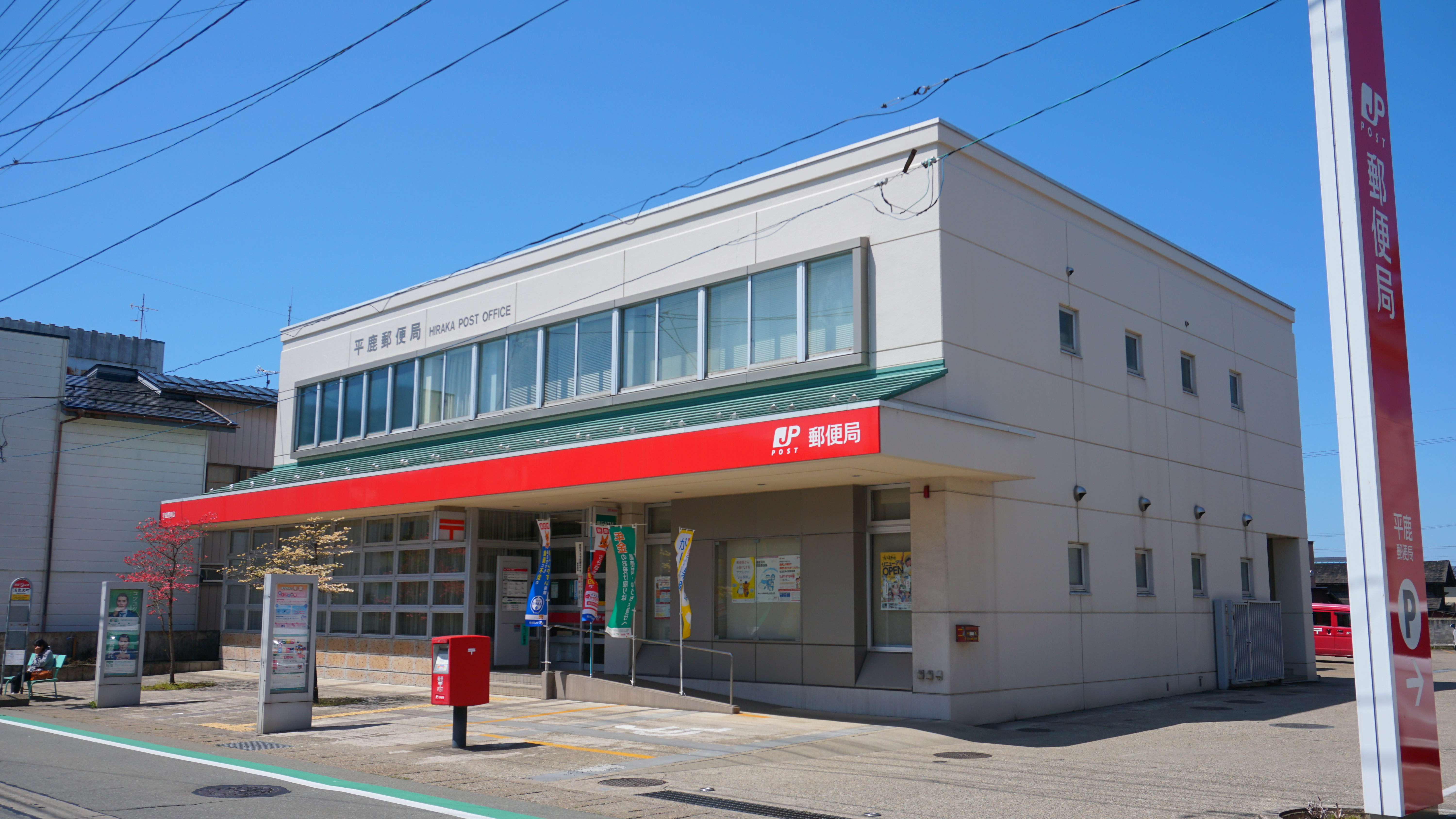
平鹿郵便局

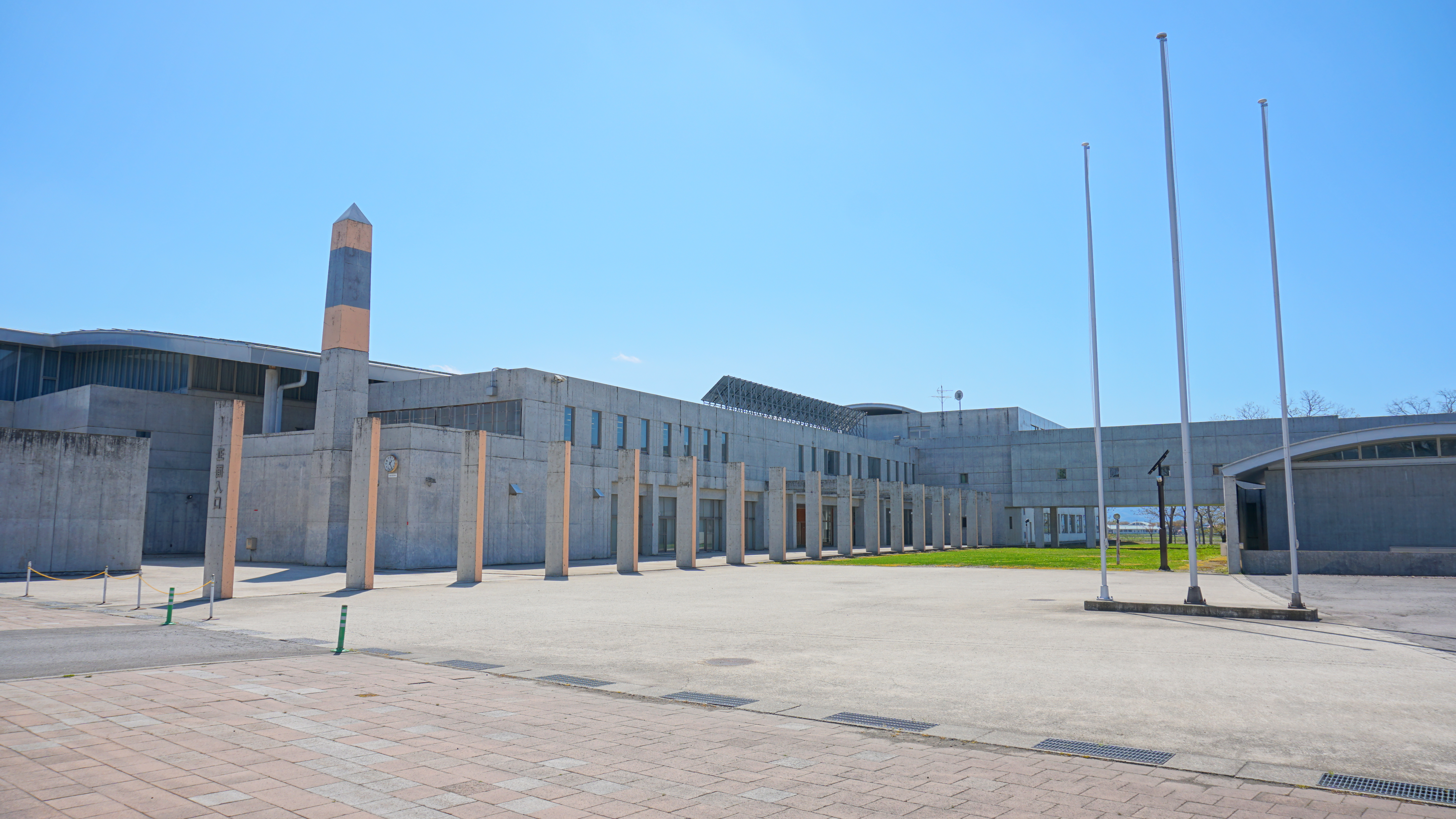
平鹿中学校

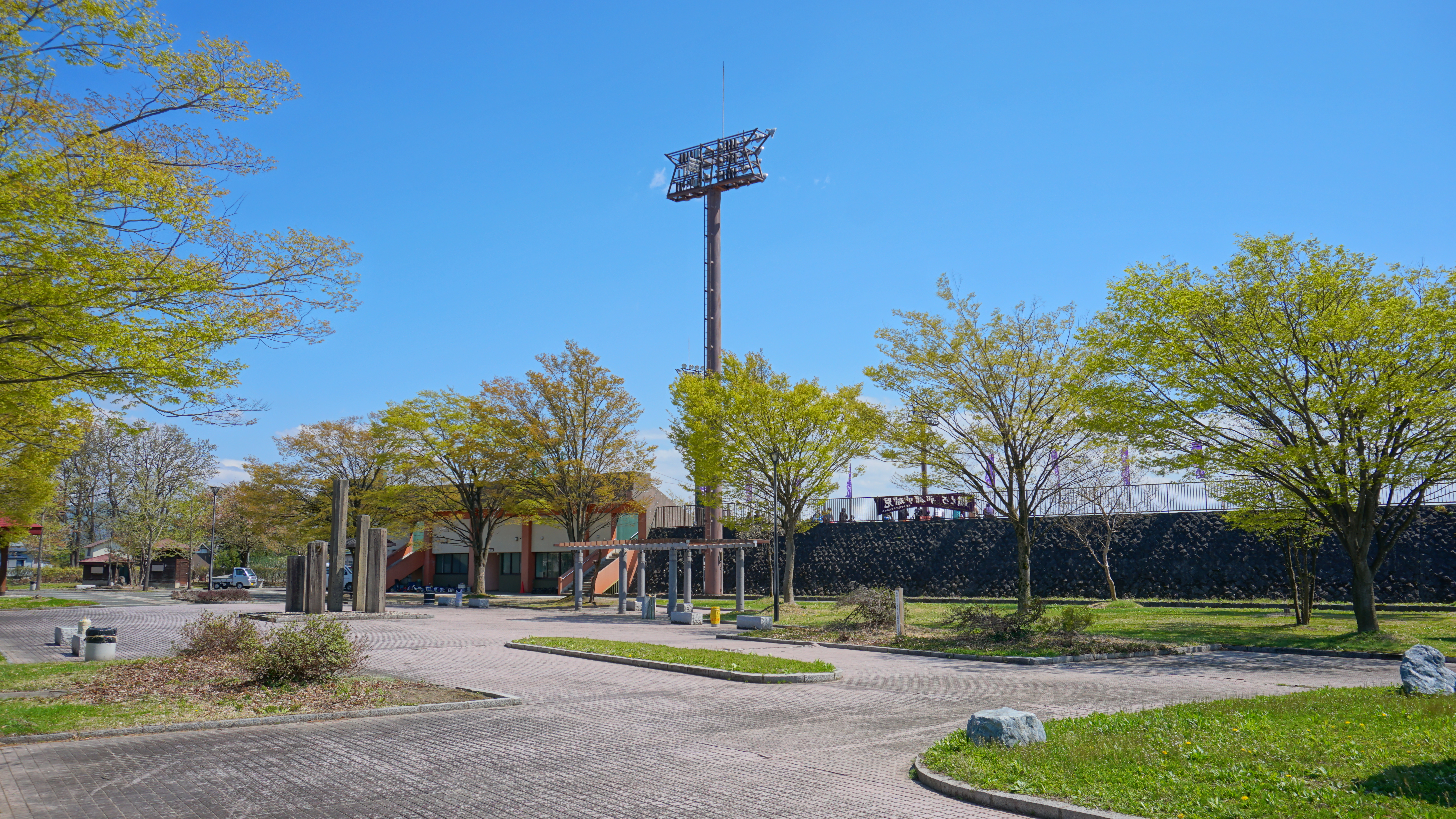
平鹿球場
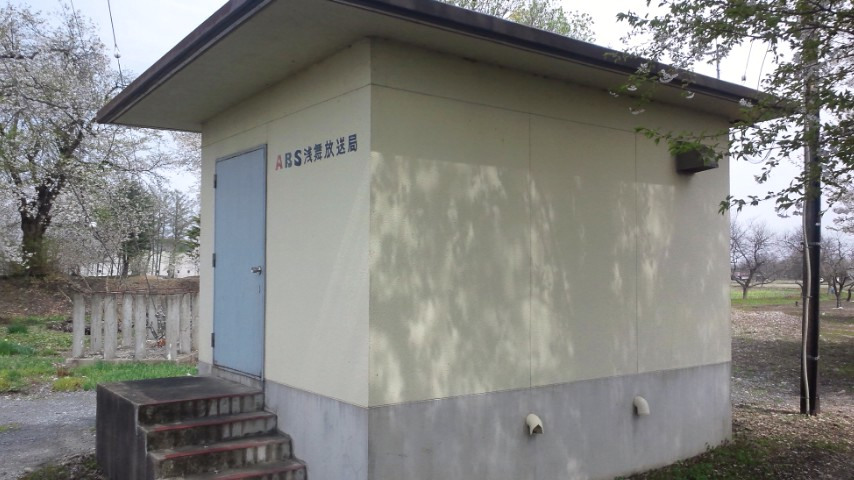
浅舞放送局

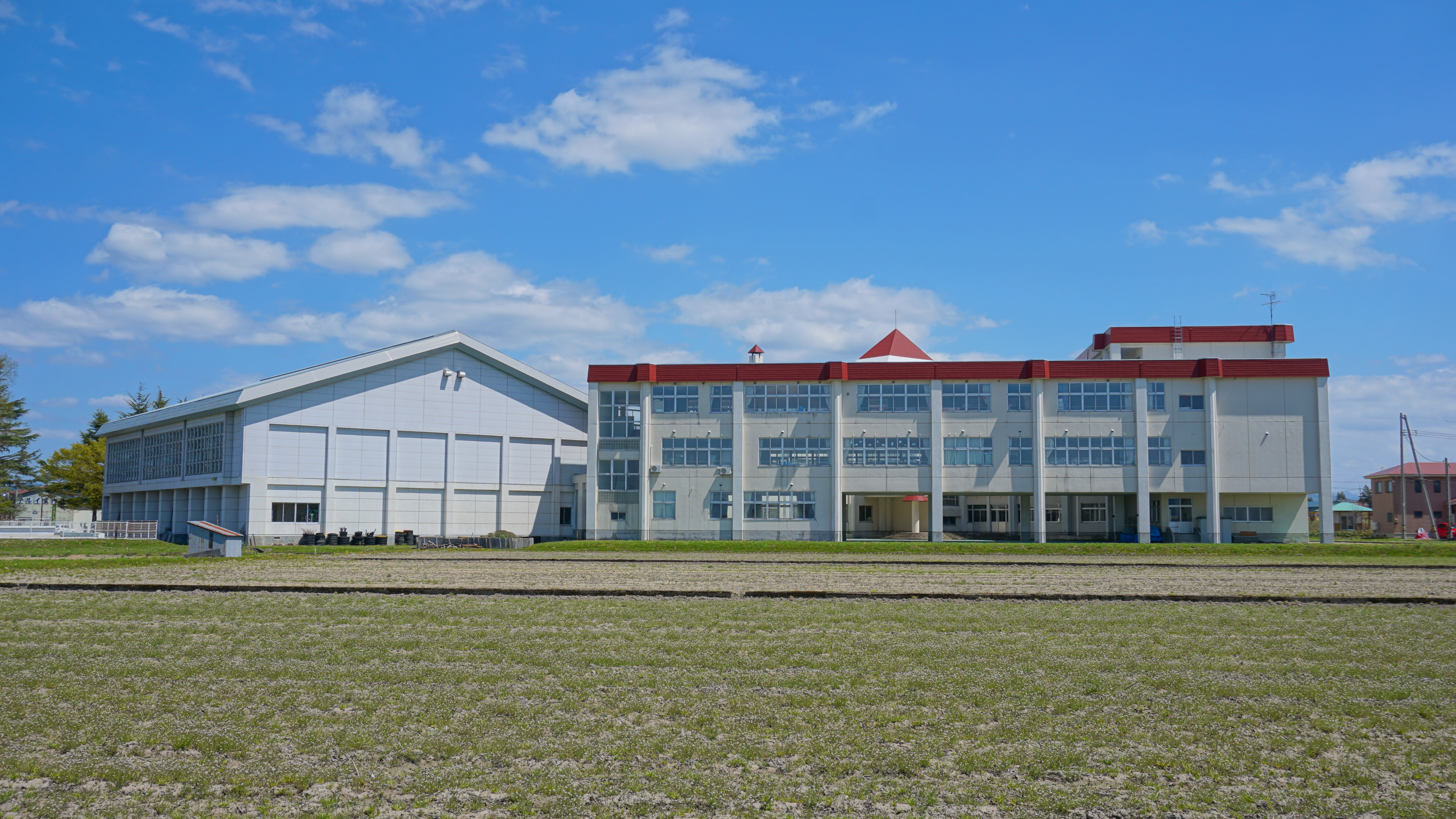
横手市立浅舞小学校

字中東
- マックスバリュ 平鹿町店
- ヤマダフーズ 遊心庵

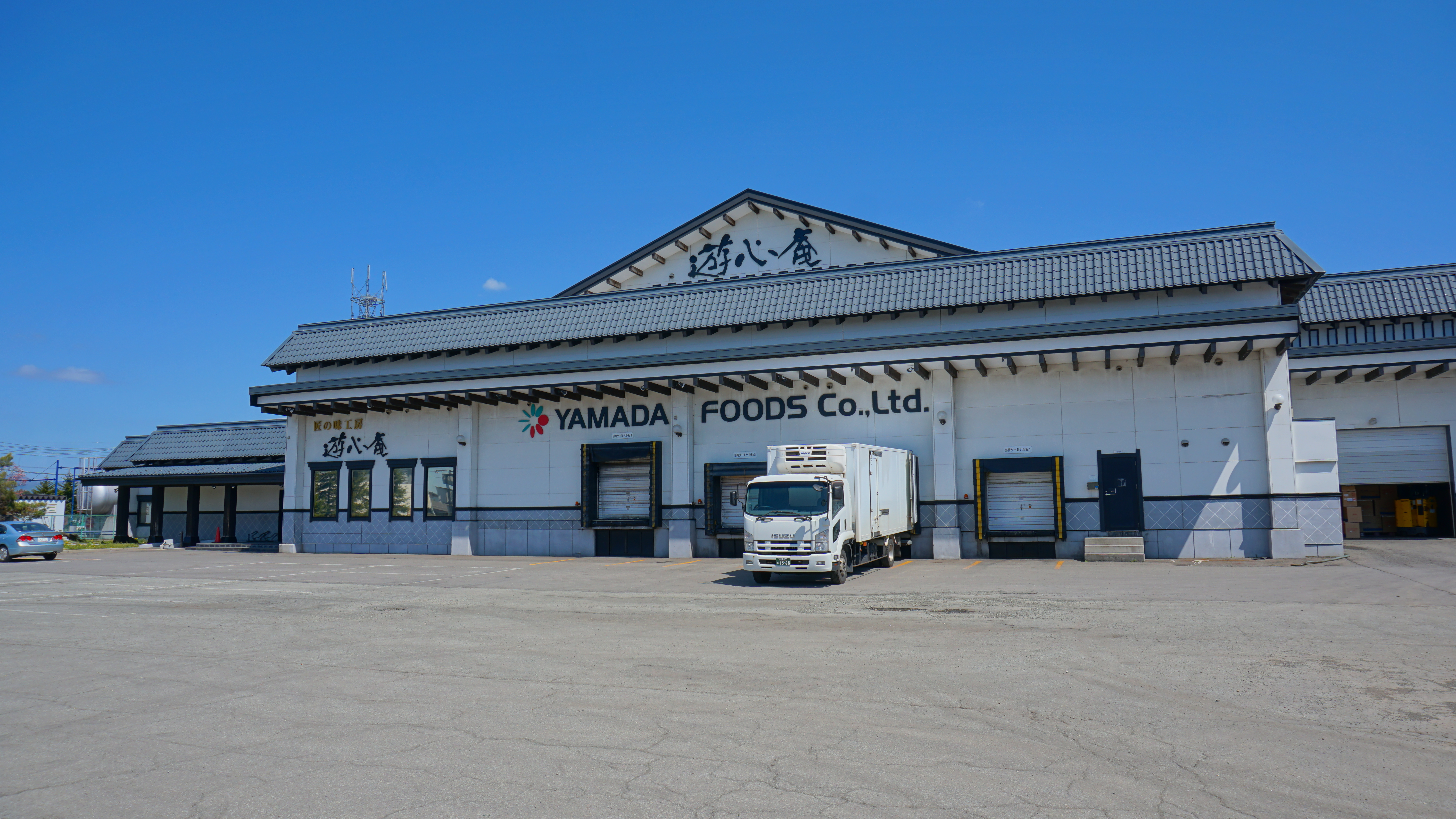
遊心庵
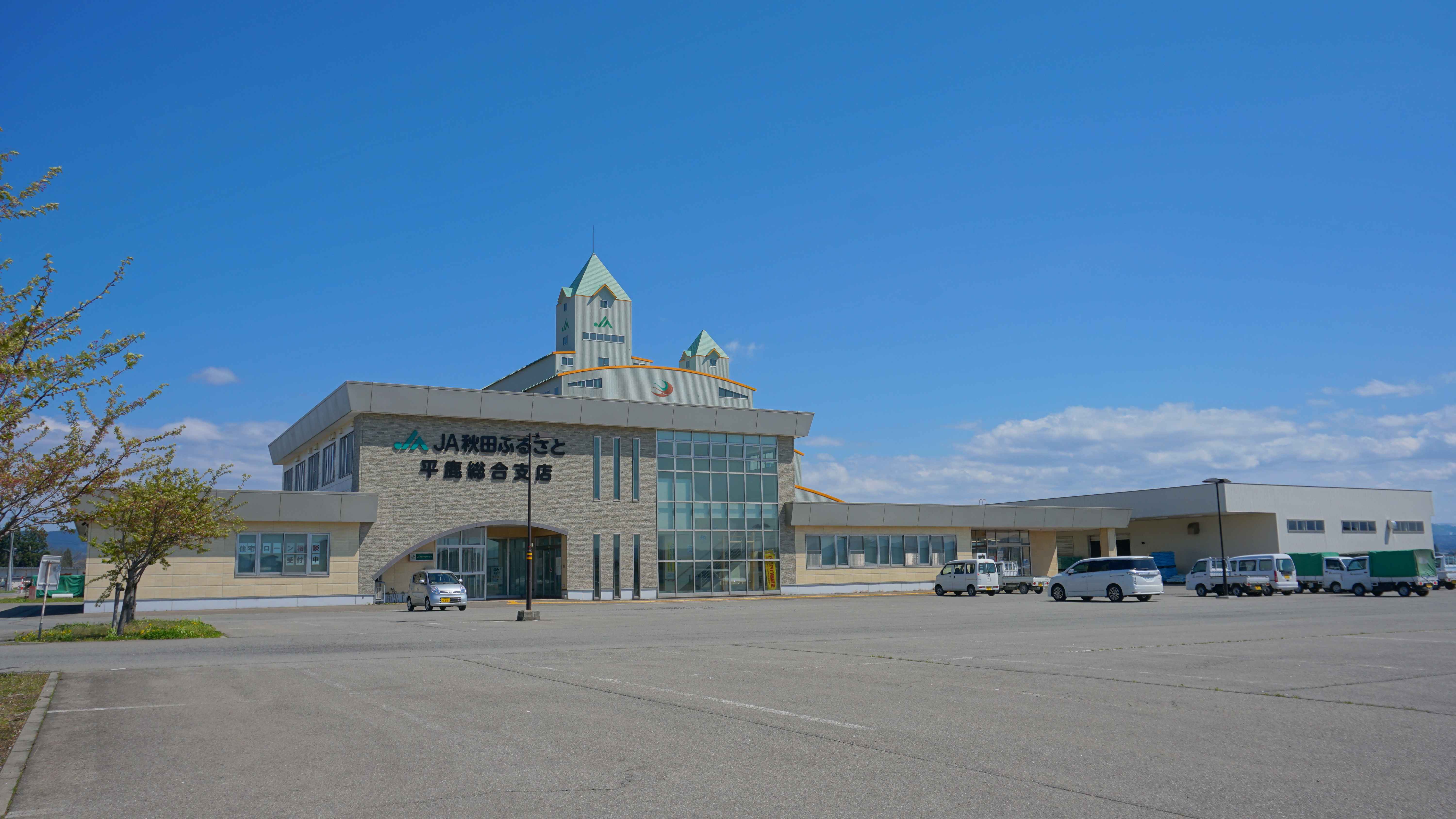
JA秋田ふるさと 平鹿総合支店

- 遊心庵
- JA秋田ふるさと 平鹿総合支店

字福田
- コメリ ハード&グリーン 平鹿店
- 特別養護老人ホーム あやめ苑
- 薬王堂 横手平鹿店
- 浅舞タクシー

字館廻
- 特別養護老人ホーム 平寿苑

字覚町後
- 横手市役所平鹿庁舎（平鹿地域局）
  - 横手市立平鹿図書館
- 浅舞地区交流センター（平鹿農村環境改善センター）
- 横手市平鹿体育館
- 横手警察署 平鹿駐在所

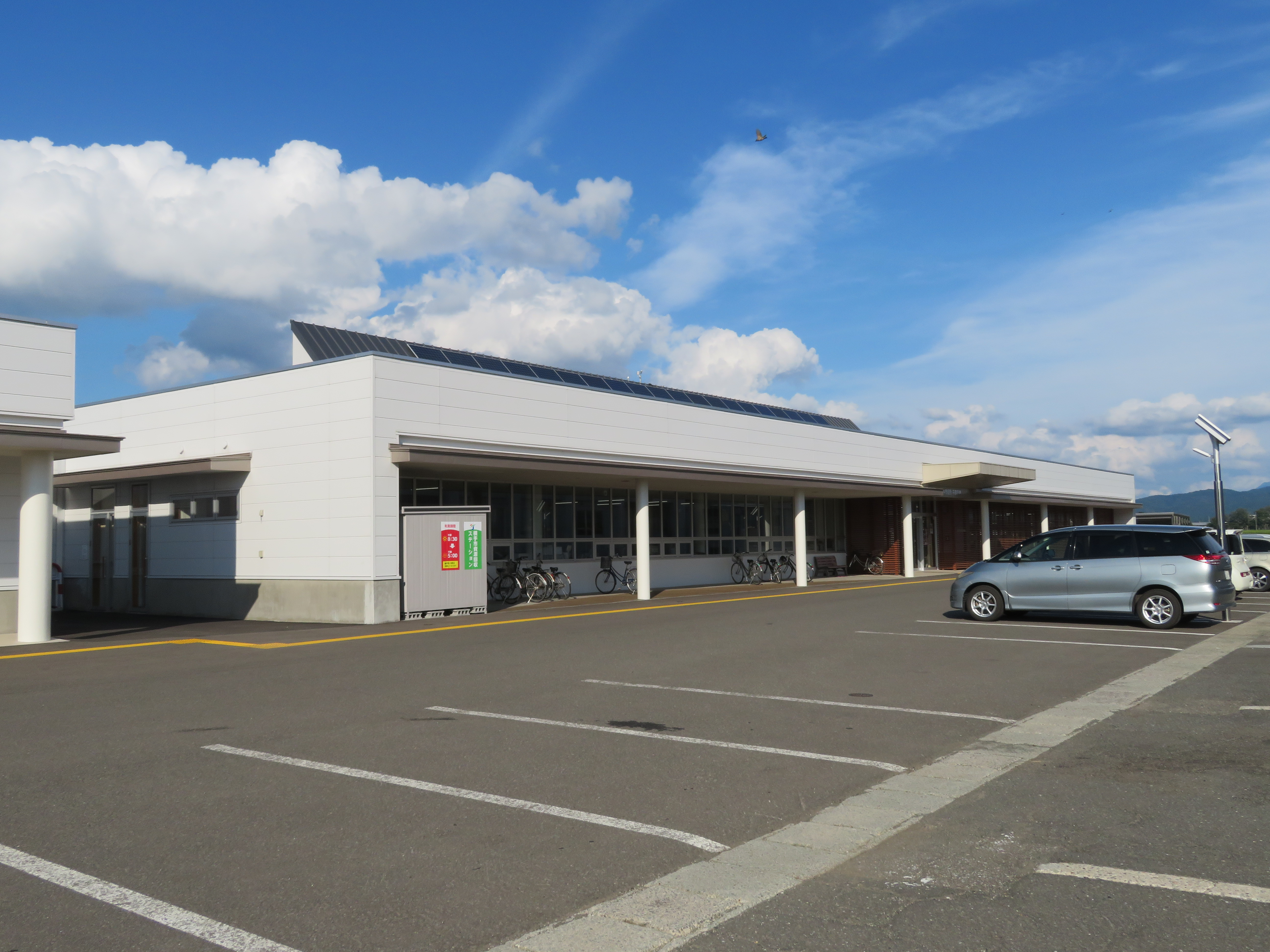
平鹿地域局
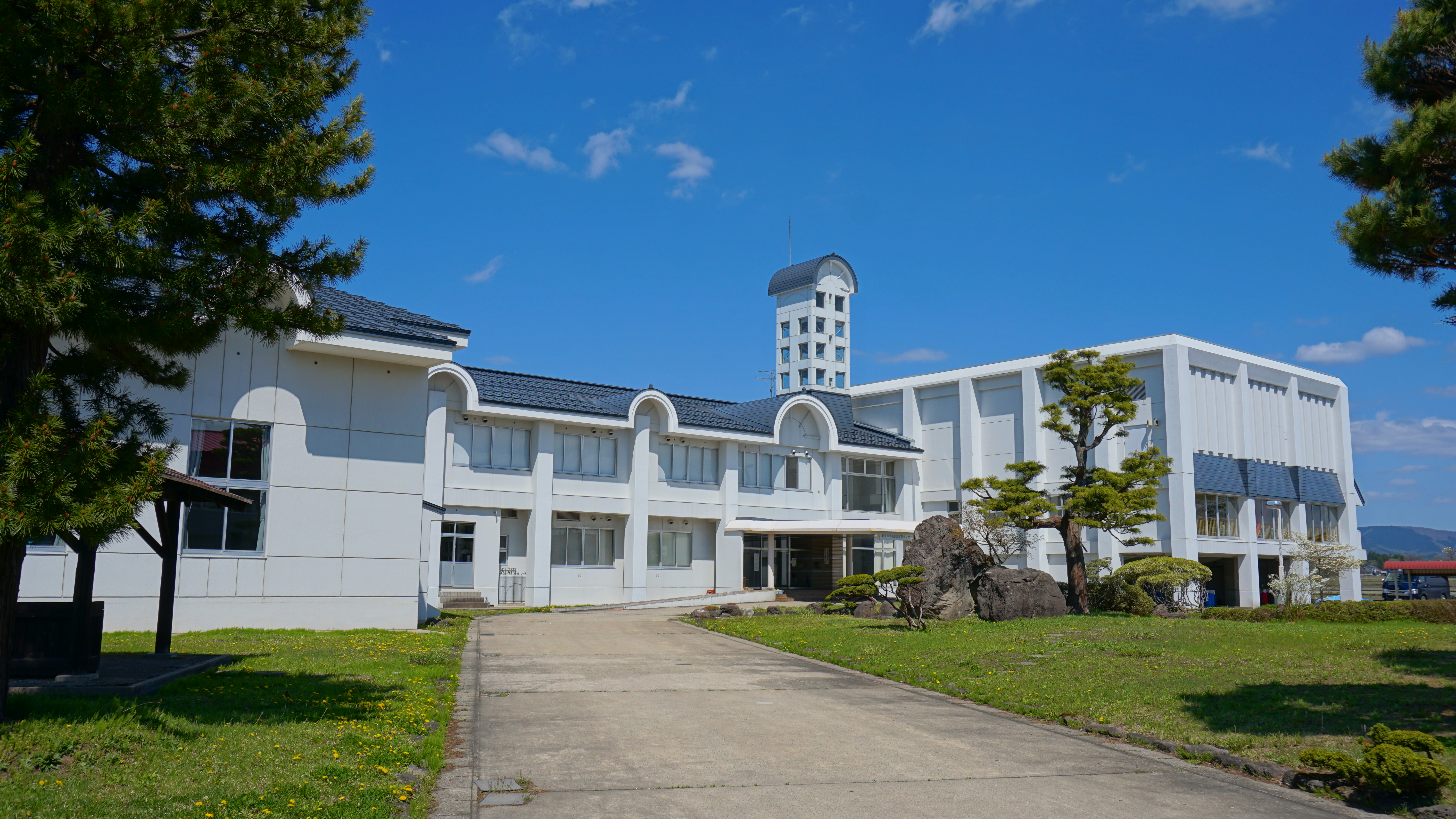
浅舞地区交流センター
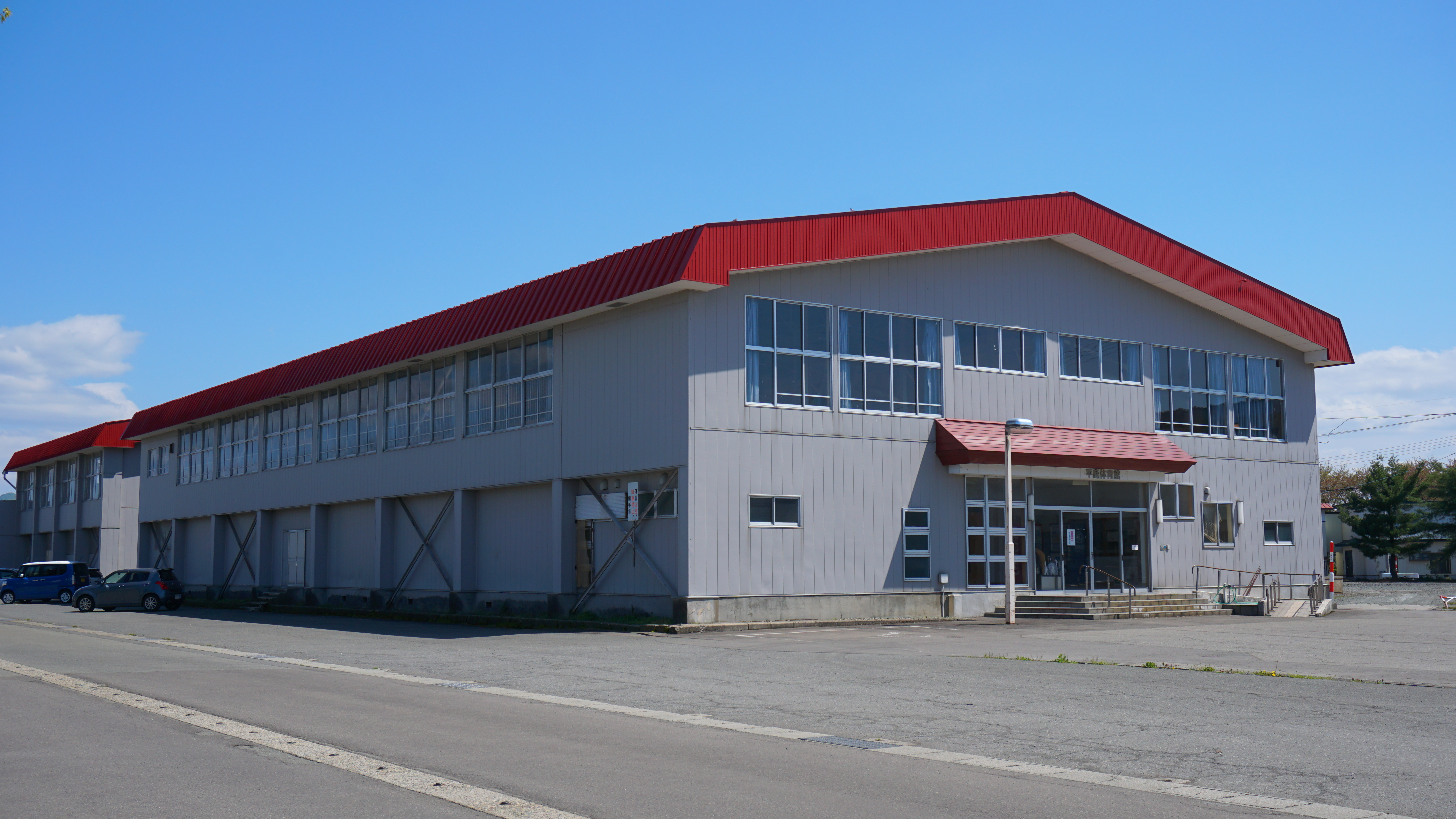
平鹿体育館

字上蒋沼
- 平鹿町ゆとり館
- 横手市農村体験学習施設 アイリスハウス
- 浅舞公園
- 平鹿相撲場
- 平鹿農村文化伝承館
- 浅舞八幡神社

- 浅舞公園
- 浅舞八幡神社

字野々助
- 浅舞スポーツセンター
- 横手市平鹿防災センター

字浅舞
- 秋田銀行 浅舞支店
- 北都銀行 浅舞支店
- 浅舞酒造
- 浅舞のケヤキ（槻の木）
- 浅舞感恩講保育園
  - 御役屋門
- 平鹿郵便局

- 秋田銀行 浅舞支店
- 北都銀行 浅舞支店
- 浅舞酒造
- 浅舞のケヤキ
- 浅舞感恩講保育園
- 御役屋門
- 平鹿郵便局

字一関向
- 横手市立平鹿中学校

- 平鹿中学校

字道川南
- 十五野公園
  - 横手市平鹿野球場（十五野公園野球場）
- ABS秋田放送 浅舞放送局

- 平鹿球場
- 浅舞放送局

字八幡小路
- 横手市立浅舞小学校

- 横手市立浅舞小学校

字返諏訪
- 平鹿自動車学校

### 閉鎖した施設
- よねや 浅舞店（2022年9月30日閉店[9]）

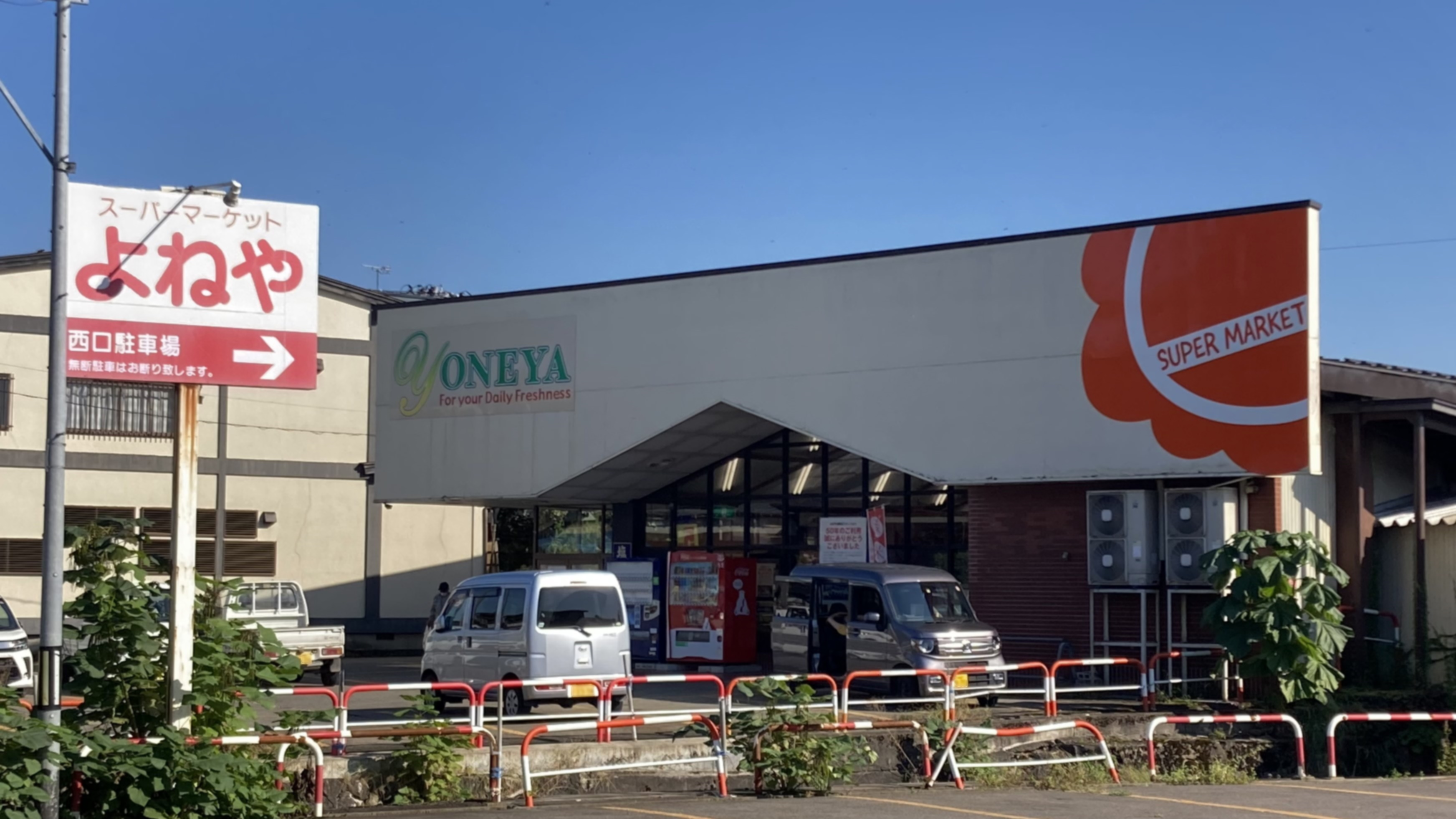
よねや浅舞店

## 著名な出身者
- 鈴木弥五郎（実業家）
- 照ノ海十二（力士）